# Olympische Jugend-Winterspiele 2016/Biathlon
Bei den Olympischen Jugend-Winterspielen 2016 in Lillehammer fanden vom 14. bis 21. Februar 2016 insgesamt sechs Wettbewerbe im Biathlon statt. Im Vergleich zu den vorangegangenen Spielen wurde die Mixed Staffel aus Skilanglauf und Biathlon gestrichen und durch eine reine Biathlon Mixed Staffel ersetzt.

## Bilanz

### Medaillenspiegel
| Platz  | Land                | Gold | Silber | Bronze | Gesamt |
| ------ | ------------------- | ---- | ------ | ------ | ------ |
| 1      | Norwegen            | 2    | 4      | –      | 6      |
| 2      | Deutschland         | 1    | 1      | –      | 2      |
| 3      | Frankreich          | 1    | –      | 1      | 2      |
| 4      | Ukraine             | 1    | –      | –      | 1      |
| 4      | Volksrepublik China | 1    | –      | –      | 1      |
| 6      | Russland            | –    | 1      | 3      | 4      |
| 7      | Kasachstan          | –    | –      | 1      | 1      |
| 7      | Italien             | –    | –      | 1      | 1      |
| Gesamt | Gesamt              | 6    | 6      | 6      | 18     |

### Medaillengewinner
| Disziplin            | Gold                                                                                                 | Silber                                                                    | Bronze                                                                         |
| -------------------- | --- | ------------------------------------------------------------------------- | ------------------------------------------------------------------------------ |
| Männer               | |                                                                           |                                                                                |
| Sprint 7,5 km        | Émilien Claude                                                                                       | Sivert Guttorm Bakken                                                     | Jegor Tutmin                                                                   |
| Verfolgung 10 km     | Sivert Guttorm Bakken                                                                                | Jegor Tutmin                                                              | Said Karimulla Chalili                                                         |
| Frauen               | |                                                                           |                                                                                |
| Sprint 6 km          | Juliane Frühwirt                                                                                     | Marthe Kråkstad Johansen                                                  | Arina Pantowa                                                                  |
| Verfolgung 7,5 km    | Chrystyna Dmytrenko                                                                                  | Marthe Kråkstad Johansen                                                  | Lou Jeanmonnot                                                                 |
| Mixed                | |                                                                           |                                                                                |
| Single-Mixed-Staffel | Meng Fanqi/Zhu Zhenyu                                                                                | Marthe Kråkstad Johansen/Fredrik Qvist Bucher-Johannessen                 | Jekaterina Ponedelko/Jegor Tutmin                                              |
| Mixed-Staffel        | NorwegenMarit Øygard Marthe Kråkstad Johansen Fredrik Qvist Bucher-Johannessen Sivert Guttorm Bakken | DeutschlandJuliane Frühwirt Franziska Pfnür Simon Groß Danilo Riethmüller | ItalienSamuela Comola Irene Lardschneider Cedric Christille Patrick Braunhofer |

## Männer

### 7,5 km Sprint
| Platz | Land | Sportler                         | Zeit (Schießfehler) |
| ----- | ---- | -------------------------------- | ------------------- |
| 1     | FRA  | Émilien Claude                   | 19:01,5 min (0)     |
| 2     | NOR  | Sivert Guttorm Bakken            | 19:08,6 min (2)     |
| 3     | RUS  | Jegor Tutmin                     | 19:19,5 min (2)     |
| 4     | NOR  | Fredrik Qvist Bucher-Johannessen | 19:29,1 min (2)     |
| 5     | EST  | Robert Heldna                    | 19:37,0 min (1)     |
| 6     | RUS  | Said Karimulla Chalili           | 19:46,1 min (2)     |

Datum: 14. Februar
Teilnehmer aus deutschsprachigen Ländern:

07.  Danilo Riethmüller: 19:50,1 min (3)

10.  Sebastian Stalder: 19:57,9 min (0)

18.  Simon Groß: 20:49,1 min (3)

29.  Nico Salutt: 21:24,1 min (4)

34.  Dominic Unterweger: 21:45,2 min (2)

39.  Markus Ortner: 22:08,8 min (3)

### 10 km Verfolgung
| Platz | Land | Sportler               | Zeit (Schießfehler) |
| ----- | ---- | ---------------------- | ------------------- |
| 1     | NOR  | Sivert Guttorm Bakken  | 28:10,7 min (4)     |
| 2     | RUS  | Jegor Tutmin           | 29:21,4 min (5)     |
| 3     | RUS  | Said Karimulla Chalili | 29:28,4 min (4)     |
| 4     | ITA  | Patrick Braunhofer     | 30:01,5 min (4)     |
| 5     | FRA  | Émilien Claude         | 30:29,3 min (6)     |
| 6     | GER  | Danilo Riethmüller     | 30:30,3 min (6)     |

Datum: 15. Februar
Weitere Teilnehmer aus deutschsprachigen Ländern:

11.  Sebastian Stalder: 31:06,9 min (5)

19.  Dominic Unterweger: 31:57,4 min (0)

21.  Simon Groß: 32:15,5 min (4)

37.  Nico Salutt: 35:03,8 min (10)

46.  Markus Ortner: 38:02,7 min (8)

## Frauen

### 6 km Sprint
| Platz | Land | Sportler                 | Zeit (Schießfehler) |
| ----- | ---- | ------------------------ | ------------------- |
| 1     | GER  | Juliane Frühwirt         | 18:23,5 min (0)     |
| 2     | NOR  | Marthe Kråkstad Johansen | 18:29,1 min (1)     |
| 3     | KAZ  | Arina Pantowa            | 18:40,6 min (2)     |
| 4     | UKR  | Chrystyna Dmytrenko      | 18:46,7 min (1)     |
| 5     | FRA  | Lou Jeanmonnot           | 18:52,6 min (1)     |
| 6     | ITA  | Samuela Comola           | 18:55,2 min (0)     |

Datum: 14. Februar
Weitere Teilnehmerinnen aus deutschsprachigen Ländern:

28.  Lea Wörter: 20:44,9 min (1)

33.  Franziska Pfnür: 21:02,0 min (4)

37.  Marion Berger: 21:14,8 min (2)

41.  Flavia Barmettler: 21:34,4 min (4)

41.  Anja Fischer: 21:34,4 min (2)

### 7,5 km Verfolgung
| Platz | Land | Sportler                 | Zeit (Schießfehler) |
| ----- | ---- | ------------------------ | ------------------- |
| 1     | UKR  | Chrystyna Dmytrenko      | 25:12,9 min (2)     |
| 2     | NOR  | Marthe Kråkstad Johansen | 25:20,4 min (4)     |
| 3     | FRA  | Lou Jeanmonnot           | 25:20,5 min (2)     |
| 4     | USA  | Chloe Levins             | 25:47,6 min (0)     |
| 5     | ITA  | Samuela Comola           | 25:58,5 min (1)     |
| 6     | CHN  | Meng Fanqi               | 26:12,5 min (2)     |

Datum: 15. Februar

Teilnehmerinnen aus deutschsprachigen Ländern:

12.  Juliane Frühwirt: 27:09,5 min (6)

20.  Franziska Pfnür: 27:59,8 min (1)

28.  Lea Wörter: 29:26,3 min (3)

37.  Flavia Barmettler: 31:18,0 min (6)

40.  Marion Berger: 31:41,4 min (5)

44.  Anja Fischer: 34:34,2 min (9)

## Mixed

### Single Mixed-Staffel
| Platz | Land | Sportler                                                  | Zeit (Schießfehler) |
| ----- | ---- | --------------------------------------------------------- | ------------------- |
| 1     | CHN  | Meng Fanqi Zhu Zhenyu                                     | 41:35,4 min (2+3)   |
| 2     | NOR  | Marthe Kråkstad Johansen Fredrik Qvist Bucher-Johannessen | 41:35,6 min (1+12)  |
| 3     | RUS  | Jekaterina Ponedelko Jegor Tutmin                         | 41:50,3 min (3+13)  |
| 4     | FRA  | Lou Jeanmonnot Émilien Claude                             | 41:50,3 min (3+8)   |
| 5     | GER  | Juliane Frühwirt Danilo Riethmüller                       | 42:05,6 min (3+12)  |
| 6     | USA  | Chloe Levins Václav Červenka                              | 42:29,2 min (1+8)   |

Datum: 17. Februar
Weitere Teilnehmer aus deutschsprachigen Ländern:

07.  Schweiz (Flavia Barmettler / Sebastian Stalder): 42:33,9 min (0+9)

20.  Österreich (Lea Wörter / Dominic Unterweger): 45:52,9 min (2+17)

### Mixed-Staffel
Es traten je zwei Jungen und Mädchen pro Nation an.
| Platz | Land | Sportler                                                                                     | Zeit (Schießfehler) |
| ----- | ---- | -------------------------------------------------------------------------------------------- | ------------------- |
| 1     | NOR  | Marit Øygard Marthe Kråkstad Johansen Fredrik Qvist Bucher-Johannessen Sivert Guttorm Bakken | 1:18:35,6 h (0+11)  |
| 2     | GER  | Juliane Frühwirt Franziska Pfnür Simon Groß Danilo Riethmüller                               | 1:18:43,2 h (0+9)   |
| 3     | ITA  | Samuela Comola Irene Lardschneider Cedric Christille Patrick Braunhofer                      | 1:20:06,0 h (0+6)   |
| 4     | FRA  | Lou Jeanmonnot Gilonne Guigonnat Pierre Monney Émilien Claude                                | 1:20:36,4 h (1+14)  |
| 5     | RUS  | Jekaterina Ponedelko Anastassija Chaliullina Said Karimulla Chalili Jegor Tutmin             | 1:21:00,7 h (2+15)  |
| 6     | UKR  | Chrystyna Dmytrenko Ljubow Kypjatschenkowa Jurij Sytnyk Serhij Telen                         | 1:21:26,8 h (1+18)  |

Datum: 21. Februar
Weitere Teilnehmer aus deutschsprachigen Ländern:

08.  Schweiz (Flavia Barmettler / Anja Fischer / Sebastian Stalder / Nico Salutt): 1:25:15,9 h (3+14)

14.  Österreich (Marion Berger / Lea Wörter / Marcus Ortner / Dominic Unterweger): 1:28:40,1 h (2+15)